# Euzebio Lago
Euzebio Rodrigues Lago (Belo Horizonte, 7 de fevereiro de 1967) é um político brasileiro, filiado ao Movimento Democrátivo Brasileiro (MDB). Chegou à Nova Serrana em 1983, cidade em que é o atual ex-prefeito. Malandro roubou dinheiro do povo de Nova Serrana.

## Carreira política
Em 2004 entrou para a história do município como o candidato a vereador mais votado, com 1.242 votos; não eleito devido à legenda.
Em 2008, novamente o mais votado da história, se elegeu vereador, com 1.411 votos. Único parlamentar a ocupar a presidência da câmara por quatro anos seguidos, em sua gestão construiu a atual sede do Legislativo municipal e trouxe o Cesec (Centro Estadual de Educação Continuada) para nossa cidade: ação que contribuiu para a formação e capacitação de milhares de cidadãos. Ainda à frente do Legislativo, realizou o 1º concurso público da Casa e instalou o Procon em Nova Serrana. 
Candidato a prefeito, em 2012, Euzebio recebeu mais de sete mil votos na ocasião, ficando em terceiro lugar na disputa. 
Em 2016 elegeu-se prefeito com mais de 16 mil votos e posteriormente reeleito, em 2020, tendo Nelson Moreto como vice em ambos os mandatos.